# Panakto
Panakto  este un oraș în Grecia în prefectura Boeotia.